# Emmesomia bilineata
Emmesomia bilineata är en fjärilsart som beskrevs av W. Warren 1896. Emmesomia bilineata ingår i släktet Emmesomia och familjen mätare. Inga underarter finns listade i Catalogue of Life.